# (5626) Melissabrucker
(5626) Melissabrucker est un astéroïde Amor aréocroiseur.

## Description
(5626) Melissabrucker est un astéroïde Amor. Il présente une orbite caractérisée par un demi-grand axe de 2,19 UA, une excentricité de 0,45 et une inclinaison de 3,8° par rapport à l'écliptique.

## Compléments